# Női 4 × 100 méteres vegyesúszás a 2013. évi nyári európai ifjúsági olimpiai fesztiválon
A 2013. évi nyári európai ifjúsági olimpiai fesztiválon az úszó versenyszámok közül a női 4 × 100 méteres vegyesúszás versenyeit július 19.-én rendezték Utrechtben.

## Rekordok
A versenyt megelőzően a következő rekordok voltak érvényben:
| EYOF rekord | Oroszország | 4:12.97 | Trabzon, Törökország | 2011 |

## Előfutamok
| H   | Nemzet             | Versenyzők                                                                                | E                                       | Mj |
| --- | ------------------ | ----------------------------------------------------------------------------------------- | --------------------------------------- | -- |
| 1.  | Egyesült Királyság | Bethany Newton Abbie Wood Laura Stephens Darcy Deakin                                     | 4:20.55 1:05.53 1:14.40 1:02.27 58.35   | Q  |
| 2.  | Oroszország        | Maria Kameneva Karina Dunaeva Aleksandra Chesnokova Daria Shibarova                       | 4:20.66 1:05.22 1:13.42 1:03.02 59.00   | Q  |
| 3.  | Ukrajna            | Maryna Kolesnykova Tetiana Kudako Iuliia Stadnik Anastasiia Manakova                      | 4:22.96 1:07.13 1:12.93 1:03.15 59.75   | Q  |
| 4.  | Németország        | Lia Neubert Leonie Huegenell Jana Zinnecker Leonie Kullmann                               | 4:23.34 1:06.00 1:14.52 1:04.63 58.19   | Q  |
| 5.  | Spanyolország      | Laura Pareja Prieto Rosa Maria Maeso Valdes Carmen Balbuena Heredia Paula Ruiz Bravo      | 4:23.69 1:05.83 1:15.66 1:02.30 59.90   | Q  |
| 6.  | Magyarország       | Ollé Mónika Török Eszter Felkai Boglárka Zsuzsanna Szilvási Gréta                         | 4:26.09 1:06.42 1:14.30 1:04.26 1:01.11 | Q  |
| 7.  | Olaszország        | Elena Gueorguiev Martina Locatelli Marina Luperi Sveva Schiazzano                         | 4:26.49 1:08.18 1:14.56 1:04.34 59.41   | Q  |
| 8.  | Lengyelország      | Gabriela Bernat Olimpia Prochownik Julia Gus Paulina Piechota                             | 4:26.59 1:07.32 1:14.75 1:04.13 1:00.39 | Q  |
| 9.  | Szlovénia          | Ava Schollmayer Neza Klancar Diana Naglic Neza Kocijan                                    | 4:27.13 1:06.80 1:15.89 1:04.37 1:00.07 | T1 |
| 10. | Franciaország      | Alexane Cormier Emma Drhouin Margaux Szczepiak Maelle Baesel                              | 4:28.78 1:07.95 1:16.29 1:05.80 58.74   | T2 |
| 11. | Ausztria           | Caroline Pilhatsch Annabelle Schwaiger Sara Rashidtaghipour Sofia Felgitscher             | 4:29.46 1:08.39 1:14.22 1:06.78 1:00.07 |    |
| 12. | Törökország        | Sezin Eliguel Beste Samanci Bige Ekemen Elif Oezdemir                                     | 4:29.92 1:09.49 1:13.22 1:07.53 59.68   |    |
| 13. | Finnország         | Eveliina Kallio Moona Koski Alma Lumio Aino Otava                                         | 4:34.54 1:10.16 1:14.91 1:10.64 58.83   |    |
| 14. | Litvánia           | Greta Pleikyte Ruta Tranaite Beatrice Kanapienyte Bena Sarapaite                          | 4:35.15 1:08.89 1:17.66 1:06.03 1:02.57 |    |
| 15. | Fehéroroszország   | Valiantsina Zeliankevich Viktoryia Mikhalap Katsiaryna Kashkouskaya Vasilisa Zeliankevich | 4:35.27 1:08.75 1:17.71 1:07.30 1:01.51 |    |
| 16. | Észtország         | Hannabel Aria Anett Parismaa Mai Riin Salumaa Kertu Ly Alnek                              | 4:43.15 1:08.01 1:18.07 1:16.51 1:00.56 |    |
| 17. | Szlovákia          | Ema Boehmova Zuzana Pavlikovska Lucia Simovicova Sona Drabikova                           | 4:43.85 1:12.25 1:19.63 1:09.77 1:02.20 |    |
| -   | Hollandia          | Iris Tjonk Rafaella Van Nee Josien Wijkhuijs Frederique Janssen                           | - 1:03.83 1:12.90 1:05.81 -             | DQ |

## Döntő
| H     | Név                | Nemzet                                                                                 | E                                     | Mj |
| ----- | ------------------ | -------------------------------------------------------------------------------------- | ------------------------------------- | -- |
| Arany | Oroszország        | Polina Egorova Ekaterina Levashova Aleksandra Chesnokova Arina Openysheva              | 4:12.53 1:03.28 1:12.30 1:00.47 56.48 | CR |
| Ezüst | Egyesült Királyság | Bethany Newton Abbie Wood Laura Stephens Hannah Featherstone                           | 4:16.41 1:04.65 1:11.75 1:01.92 58.09 |    |
| Bronz | Spanyolország      | Laura Pareja Prieto Rosa Maria Maeso Valdes Carmen Balbuena Heredia Marta Cano Minarro | 4:19.94 1:05.23 1:14.26 1:02.42 58.03 |    |
| 4.    | Magyarország       | Matyasovszky Dalma Török Eszter Felkai Boglárka Zsuzsanna Busko Csenge                 | 4:20.14 1:03.99 1:13.39 1:03.77 58.99 |    |
| 5.    | Németország        | Maxine Wolters Leonie Huegenell Thea Brandauer Anabel Ivanov                           | 4:21.38 1:05.16 1:13.94 1:03.80 58.48 |    |
| 6.    | Ukrajna            | Maryna Kolesnykova Tetiana Kudako Iuliia Stadnik Anastasiia Manakova                   | 4:21.92 1:04.40 1:15.09 1:03.07 59.36 |    |
| 7.    | Olaszország        | Elena Gueorguiev Eleonora Clerici Jessica Lattanzi Alessia Ruggi                       | 4:24.63 1:08.08 1:13.32 1:04.35 58.88 |    |
| 8.    | Lengyelország      | Gabriela Bernat Olimpia Prochownik Julia Gus Natalia Fryckowska                        | 4:29.49 1:08.52 1:16.81 1:04.58 59.58 |    |